# Joël Kimwaki
Joël Kimwaki Mpela (sinh ngày 14 tháng 10 năm 1986) là một cầu thủ bóng đá người CHDC Congo, hiện tại thi đấu cho TP Mazembe và Đội tuyển bóng đá quốc gia Cộng hòa Dân chủ Congo ở vị trí hậu vệ.

## Sự nghiệp
Kimwaki thi đấu cho TP Mazembe ở Giải bóng đá Cúp câu lạc bộ thế giới 2010, nơi họ vào đến chung kết và thất bại 3–0 trước Internazionale.

### Bàn thắng quốc tế
Tỉ số và kết quả liệt kê bàn thắng của CHDC Congo trước.
| #  | Ngày                | Địa điểm                                        | Đối thủ        | Tỉ số | Kết quả | Giải đấu                            |
| -- | ------------------- | ----------------------------------------------- | -------------- | ----- | ------- | ----------------------------------- |
| 1. | 31 tháng 1 năm 2015 | Sân vận động Bata, Bata, Guinea Xích Đạo        | Cộng hòa Congo | 3–2   | 4–2     | Cúp bóng đá châu Phi 2015           |
| 2. | 14 tháng 6 năm 2015 | Sân vận động Tata Raphaël, Kinshasa, CHDC Congo | Madagascar     | 2–0   | 2–1     | Vòng loại Cúp bóng đá châu Phi 2017 |
| 3. | 29 tháng 3 năm 2016 | Sân vận động 11 tháng 11, Luanda, Angola        | Angola         | 1–0   | 2–0     | Vòng loại Cúp bóng đá châu Phi 2017 |